# Odorrana leporipes
Espèce
Synonymes
- Rana leporipes Werner, 1930

Statut de conservation UICN

 DD  : Données insuffisantes
Odorrana leporipes est une espèce d'amphibiens de la famille des Ranidae.

## Répartition
Cette espèce est endémique de la province du Guangdong dans le sud-est de la république populaire de Chine. Elle se rencontre à environ 700 m d'altitude dans les Lungtaoshan,.

## Publication originale
- Werner, 1930 : Rana leporipes, a new species of frog from South China, with field notes by R. Mell. Lingnan Science Journal, Canton, vol. 9, p. 45-47.